# アタクッチャ
アタクッチャは北海道の斜里郡清里町にある標高678.9mの山である。山頂には三等三角点「越切牛」が設置されている。

## 概要
知床連峰の西端部に位置し、主稜線上の標高660mの無名峰から北西側に伸びる支稜線上に位置する。第四紀前期に活動した成層火山と考えられており、摩周火山の外輪山と推測される。
山名は斜里川支流のアタックチャ川に由来し、アイヌ語の「acha-kucha（伯父の・山小屋」に由来するとされる。アタクッチャの北にある標高641.6m峰の二等三角点名は漢字表記になった「阿太苦茶」である。